# إسبيريتو سانتو
جمهورية فمارانا (Independent Republic of Vemarana) هو الاسم الرسمي لجزيرة إسبيريتو سانتو التي أعلنت انفصالها عن فانواتو في جنوب المحيط الهادي مباشرة بعد استقلال فانواتو عن الحكم المشترك البريطاني الفرنسي عام 1980 م.
أسماها البرتغاليون «تِرّا أستراليا دا إسپيريتو سانتو». فرنسا هي الدولة الوحيدة التي تعترف بتلك الجزيرة كدولة مستقلة. تتهم فانواتو فرنسا بالرغبة في الإبقاء على نفوذ استعماري في المنطقة. نصف أعضاء الحكومة الأولى في إسبيريتو سانتو عام 1980 كانوا حفاة الأقدام.